# Ballet Mariïnski

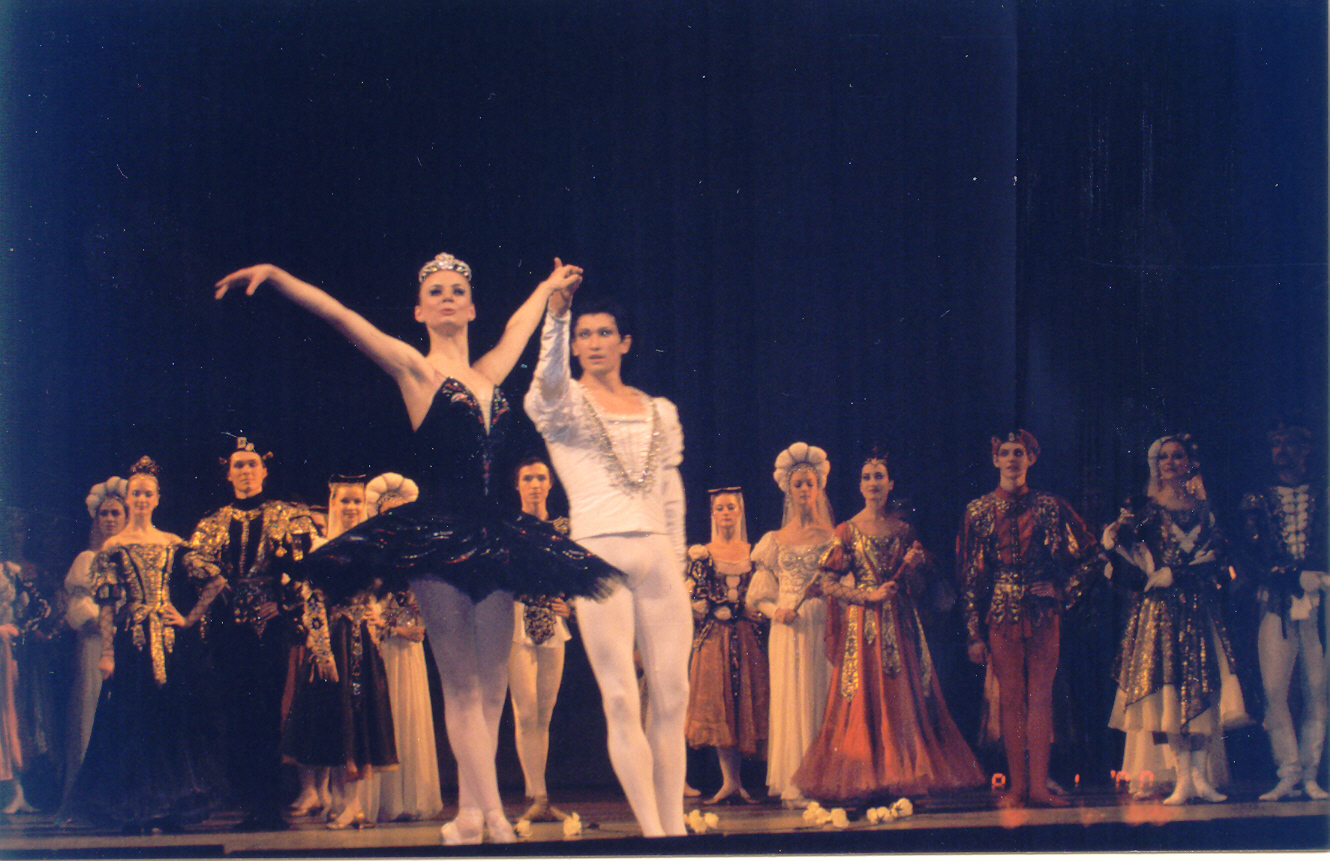
Alguns membres de la companyia en una actuació, en 2005

El Ballet Mariïnski, antigament conegut com a Ballet Imperial Rus, és la companyia de dansa clàssica associada al Teatre Imperial de Sant Petersburg, creat per la tsarina Caterina II de Rússia. En 1738 es va crear l'Escola Imperial de Ballet, a qui encara està associat. En 1860 es va construir l'edifici actual on resideix aquesta companyia, el Teatre Mariïnski, que va prendre el nom de Mariïnski de Maria Aleksàndrovna.

## Història
L'any 1934, durant el comunisme, el seu nom va canviar a Ballet Kírov, en honor del polític Serguei Kírov assassinat aquell mateix any. Des de 1992, amb la caiguda del comunisme, el ballet ha passat a anomenar-se de nou Ballet Mariïnski i el seu teatre, al qual també es fa òpera i concerts de música clàssica, Teatre Mariïnski. Encara avui dia és una de les companyies de dansa més prestigioses del món.
Amb Màrius Petipà, la companyia va estrenar obres que ara són autèntics clàssics, com El llac dels cignes, La bella dorment, El Trencanous i seixanta ballets més. Després l'Enrico Cecchetti el va succeir com a director i coreògraf.
El ballet compta amb una escola de coreografia pròpia, l'Escola de Coreografia del Ballet Mariïnski, o Escola Vaganova, en honor de la mestra més célebre d'aquesta escola, l'Agrippina Vaganova, que ha preparat una bona part dels majors ballarins de la història, com Avdotia Istomina, Paul Gerdt, Olga Preobrazhénskaya, Mathilde Kschessinska, Anna Pàvlova, Tamara Karsavina, Olga Spesívtseva, Vátslav Nizhinski, George Balanchine, Lydia Lopokova, Galina Ulánova, Marina Semenova, Yury Grigorovich, Natalia Makarova, Rudolf Nuréyev, Yuri Soloviev i Mijaíl Barýshnikov.

## Actualitat
A la temporada 2013-14 el ballet és dirigit per Yuri Fateyev, sent el director artístic Valeri Gergiev, amb més de 200 ballarins.

### Ballarins[2]

#### Ballarins principals
| - Yevgeny Ivanchenko - Igor Kolb - Yekaterina Kondaurova | - Danila Korsuntsev - Uliana Lopatkina - Yulia Makhalina | - Daria Pavlenko - Vladimir Shklyarov - Alina Somova | - Viktoria Tereshkina - Diana Vishneva |

#### Primers solistes
| - Timur Askerov - Andrei Batalov - Irina Golub - Sofia Gumerova (Lazutkina) | - Kim Kimin - Anastasia Kolegova - Anton Korsakov - Ilya Kuznetsov | - Anastassia Matvienko - Olesya Novikova - Yekaterina Osmolkina | - Alexander Sergeyev - Nikita Shcheglov - Oxana Skorik |